# جورج شاترتون هيل
جورج شاترتون هيل George Chatterton-Hill هو كاتب أيرلندي ومؤلف عدة كتب حول التطور وعلم الاجتماع. كتب في بداية القرن العشرين وأعاد اكتشاف أعمال جريجور ميندل، فخلق اضطراباً حول نظرية الانتقاء الطبيعي لداروين. تأثر هيل بكتابات هربرت سبينسر حول التطور والمجتمع، وبنيامين كيد في المجتمع والدين.
ويرى هيل استحالة الحرية الفردية، فالفرد سائر في إطار التوجه المجتمعي، ورأى الحرية الفردية ممكنة طالما لا تمس حرية الآخرين. وأن تضارب الحريات الفردية يؤدي في النهاية إلى ثورة، وبالتالي إلى انتصار لفئة ذات أفكار معينة على فئة أخرى ذات أفكار مضادة لها.